# Madboy
Madboy ist ein deutscher Spielfilm von Henna Peschel, der am 2. Juli 2009 in die deutschen Kinos kam. Der Film hatte 2008 auf dem Hamburger Filmfest seine Uraufführung.

## Handlung
Nachdem der Jungbauer und Punkrocker Schäffke mit seiner Hardcore-Band Madboy in seiner Heimat, der norddeutschen Provinz, gescheitert ist, bricht er mit seiner Gitarre im Gepäck auf nach Hamburg, mit der Hoffnung auf ein neues Leben und dem Wunsch dort ein Star zu werden. Unterschlupf findet der aufbrausende Ex-Landwirt bei seinem alten Freund Jakobus. Der erfolglose Maler pinselt am Rande des Hamburger Freihafens expressiv in Acryl. Sein Warten auf den künstlerischen Durchbruch finanziert er sich mit Gaunereien. Seine Untermieterin Nina, eine BWL-Studentin aus Dortmund, haust in der Abstellkammer seines Ateliers und sorgt gelegentlich für Frühstück. Es dauert nicht lange bis sich Schäffke in die junge und wunderschöne, aber lange unnahbare Frau verliebt. Doch mindestens so schlecht wie die finanzielle Lage der drei Freunde ist auch die Stimmung im heruntergekommenen Arbeiterviertel Wilhelmsburg. Zwei alteingesessene Familienclans gehen wegen eines frisch geknackten Geldtransporters aufeinander los, legen Feuer und basteln an einer großen Bombe mit Zeitzünder. Der im Stadtviertel allseits bekannte Jakobus gerät nicht ganz unschuldig  zwischen die Fronten der wütenden Sippen. Sein Kumpel Schäffke würde sich am liebsten vor dem ganzen Trubel verdrücken und wieder nach Hause verduften. Doch schon wieder zu scheitern ist auch keine Lösung. Und so schreibt er, anstatt zu winseln, lieber einen ehrlichen Song über das harte Leben in Hamburgs düsterem Hinterhof.

## Produktion
- Henna Peschel drehte den Film ohne Budget und brachte den Film im Eigenverleih heraus.
- Gefilmt wurde mit einer Panasonic DVX100, einer MiniDV-Kamera, die laut Peschel auch viele Dogma-Regisseure benutzt haben.[1]
- Es wurden bei Filmaufnahmen mit wenig Licht keine Scheinwerfer verwendet.
- Das Tonequipment, wurde, wenn kein Tonmann vorhanden war, von dem Regisseur oder den Darstellern bedient.
- Auf Catering wurde weitestgehend verzichtet.
- Neben professionellen Schauspielern wie Nina Schwabe und Hector Kirschtal werden die anderen Rollen im Film überwiegend von Laiendarstellern  verkörpert.
- Während des Drehs wurde öfters improvisiert und nicht nach Drehbuch gearbeitet.

## Kritiken
„Eine Liebeserklärung an einen unterschätzten Stadtteil – dieser Film wird Kult!“

„"Madboy" ist komisch aufgrund seines Wortwitzes. Es gibt Wortschöpfungen, die wirken, als hätte Heinz Strunk am Drehbuch mitgeschrieben. Außerdem gibt es grandiose szenische Einfälle, einen Nahkampf mit Gurken und Kürbissen beispielsweise oder eine Balletteinlage von Schäffke zur Independent-Low-Fi-Musik seines genervten Gastgebers. Und es gibt diese schrägen Charaktere, ins Groteske überzogen und gleichzeitig auf eine überzeugende Art geerdet.“

„Es gibt sie noch, diese kleinen, hingeworfenen Filme, die von der Sehnsucht nach dem großen Kino und der Leidenschaft ihrer Macher zeugen. Henrik „Henna“ Peschel, in Wilhelmsburg aufgewachsen und mit seiner „Rollo Aller!“-Trilogie unter Hamburger Cineasten zur Kultgröße avanciert, hat „Madboy“ im Sommer 2005 ohne nennenswertes Budget mit Freunden und Bekannten digital inszeniert.“

„Mit viel Enthusiasmus und trockenem Humor verkörpern die Laien- und Nachwuchsdarsteller Lebenskünstler auf dem sozialen Abstellgleis, harte Schlägertypen und noch härtere Tankstellenbesitzer. Die Kamera wackelt, die Musik rockt und die Fischköppe beweisen, dass für eine aberwitzige Story weder viel Geld noch Proben nötig sind.“

„Tragikomödie, die zu Beginn an Werke wie "Dorfpunks" erinnert und anschließend zwar das bunte Treiben in Hamburg punktgenau einzufangen versteht, aber dabei leider auch große Mängel in Umsetzung, Schauspielführung und Dramaturgie erkennen lässt. Die Schauspiel-Crew stammt zu großen Teilen aus dem Hamburger Thalia-Theater und Laien, die wohl für entsprechende Authentizität sorgen sollen. Das gelingt leider selten.“

## Trivia
- Der Film ist ebenfalls unter dem Namen Madboy – Up and Down in Willytown bekannt.[6]
- Jakobus Siebels ist auch im richtigen Leben Maler und unter anderem Mitglied der Band JaKönigJa.